# Richard Milward (cónego)
Richard Milward DD (falecido em 20 de dezembro de 1680) foi um cónego de Windsor de 1666 a 1680.

## Carreira
Ele foi educado no Trinity College, Cambridge e formou-se BA em 1629, MA em 1632 e DD em 1662.
Ele foi nomeado:
- Reitor de Braxted, Essex 1643 - 1680
- Vigário de Isleworth 1678-1680

Ele foi nomeado para a sexta bancada na Capela de São Jorge, Castelo de Windsor em 1666 e ocupou a canonaria até 1680.

## Trabalhos
Milward atuou como amanuense para John Selden e editou o seu Table Talk (1689).